# یواس‌اس بنکرفت (دی‌دی-۲۵۶)
یواس‌اس بنکرفت (دی‌دی-۲۵۶) (به انگلیسی: USS Bancroft (DD-256)) یک کشتی بود که طول آن ۹۵٫۸۱ متر (۳۱۴٫۳ فوت) بود. این کشتی در سال ۱۹۱۹ ساخته شد.